# Гуладтымахи
Гуладтымахи (дарг. Гъулаттимахьи) — село в Акушинском районе Дагестана. Входит в состав Тебекмахинского сельсовета.

## География
Село находится на берегу реки Гориник (бассейн реки Акуша), расстоянии 12 км к северо-западу от села Акуша, административного центра района.

## Население
| 1888 | 1895 | 1926 | 1939 | 1970 | 1989 | 2002 |
| ---- | ---- | ---- | ---- | ---- | ---- | ---- |
| 507  | ↗509 | ↘472 | ↘397 | ↗461 | ↘303 | ↗441 |
| 2010 | 2021 |      |      |      |      |      |
| ↘415 | ↗486 |      |      |      |      |      |